# Charles Léon Dumont
Pour les articles homonymes, voir Charles Dumont.
Le baron Charles Léon Dumont, né le 17 avril 1806 à Saint-Martin-de-Ré et mort le 16 octobre 1889 à La Rochelle, est un général français.

## Biographie
Charles Léon Dumont est le fils de Charles Hilaire Dumont, médecin militaire, juge de paix et conseiller de préfecture, et de Marie Henriette Coutant.
Élève de l'École spéciale militaire de Saint-Cyr, il en sort sous-lieutenant, est promu lieutenant puis capitaine au 35e régiment d'infanterie, et prend part aux expéditions d'Espagne, de Morée (1828) et d'Alger (1830). 
Devenu officier d'ordonnance du roi Louis-Philippe le 12 mai 1845, il est promu chef de bataillon en 1847 et est blessé sur la place de la Bastille lors de la révolution de 1848. Promu lieutenant-colonel le 15 juillet 1848 et colonel le 7 janvier 1852, il passe général de brigade, est affecté à l'armée d'Orient durant la guerre de Crimée (1855) et prend part à la bataille de Malakoff.
Il est attaché d'ambassade extraordinaire auprès du duc de Morny pour le couronnement du Tsar. 
Assurant différents commandements en Dordogne et Gironde, il prend part à la campagne d'Italie, se distinguant au cours de la bataille de Solférino. Il commande une des brigades de la division d'occupation de Rome et est nommé commandant de la place de Rome de 1861 à 1863. Promu général de division cette dernière année, il est inspecteur général d'infanterie de 1863 à 1867. Il revient alors à Rome comme inspecteur général de la légion romaine puis comme commandant de la division stationnée dans les États pontificaux et prend part à la bataille de Mentana. De nouveau inspecteur général d'infanterie de 1867 à 1869, le pape Pie IX le créé notamment baron et grand-croix des ordres de Pie IX et de Saint-Grégoire-le-Grand en remerciements.
Affecté à l'armée du Rhin lors de la guerre franco-allemande de 1870, il est blessé à la bataille de Sedan et transporté en Belgique. 
Rentré en France, il se retire à La Rochelle. Installé dans son hôtel particulier, il se consacre aux œuvres de charité, notamment au profit de l'hôpital Saint-Honoré (Saint-Martin-de-Ré). Il préside également la société de secours mutuels de Laleu et fait édifier la chapelle Saint-Maurice en l'honneur des soldats tués en 1870-1871, dont il fait don à la ville de La Rochelle en 1886. Il refuse les honneurs militaires à de son décès.

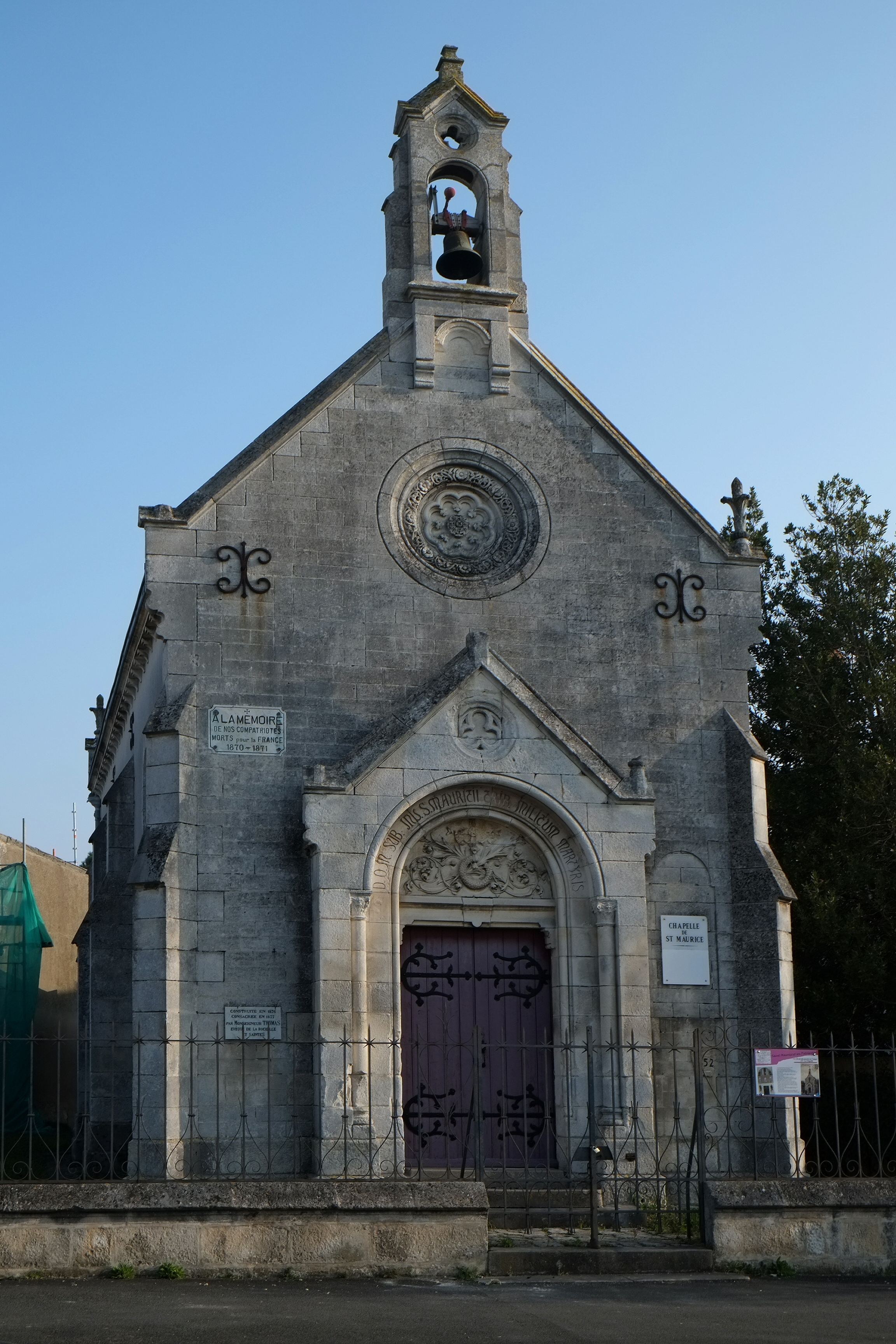
Chapelle Saint-Maurice, à La Rochelle.

## Distinctions
- Grand officier de la Légion d'honneur (1867)
- Grand-croix de l'ordre de Pie IX
- Grand-croix de l'ordre de Saint-Grégoire-le-Grand
- Chevalier de 1re classe de l'ordre de Saint-Stanislas
- Commandeur de l'ordre du Mérite militaire de Savoie
- Médaille de la valeur militaire (Italie)
- Médaille de Crimée
- Médaille commémorative de la campagne d'Italie
- Baron romain

## Hommage
La rue du Général-Dumont, à La Rochelle, est nommé en son hommage.

## Publications
- 35e régiment de ligne, souvenirs historiques de la campagne de Morée, 1828, La Rochelle, 1879.
- Souvenirs historiques de l'expédition d'Alger, 1830, La Rochelle, 1880.